# 福莫薩島 (幾內亞比紹)
福莫薩島是幾內亞比紹的島嶼，位於非洲以西大西洋海域，屬於比熱戈斯群島的一部分，由博拉馬區負責管轄，長19.9公里、寬10.4公里，面積140平方公里。
11°29′N 15°58′W / 11.483°N 15.967°W